# Курутія перуанська
Куру́тія перуанська (Cranioleuca marcapatae) — вид горобцеподібних птахів родини горнерових (Furnariidae). Ендемік Перу.

## Підвиди
Виділяють два підвиди:
- C. m. weskei Remsen, 1984 — Долина Мантаро[en] (південний схід Хуніну, гірський хребет Кордильєра-де-Вількабамба (північ Аякучо, захід Куско);
- C. m. marcapatae Zimmer, JT, 1935 — гірські хребти Кордильєра-де-Вільканота і Кордильєра-де-Карабая (Куско).

## Поширення і екологія
Перуанські курутії мешкають в Андах на південному сході країни. Вони живуть в підліску і нижньому ярусі вологих гірських тропічних і хмарних лісів та на узліссях. Надають перевагу заростям бамбука Chusquea. Зустрічаються на висоті від 2400 до 3500 м над рівнем моря. Живляться безхребетними.

## Збереження
МСОП класифікує цей вид як вразливий. Перуанським курутіам може загрожувати знищення природного середовища. Наразі популяція вважається стабільною.